# Eosentomon denisi
Eosentomon denisi är en urinsektsart som beskrevs av Bruno Condé 1947. Eosentomon denisi ingår i släktet Eosentomon och familjen trakétrevfotingar. Inga underarter finns listade i Catalogue of Life.